# 笠縫村 (滋賀県)
笠縫村（かさぬいむら）は、滋賀県栗太郡にあった村。現在の草津市中心部の北西、琵琶湖の沿岸、葉山川の河口域にあたる。

## 地理
- 湖沼：琵琶湖
- 河川：旧草津川、葉山川、天満川、伊佐々川、中ノ井川、駒井川

## 歴史
- 1889年（明治22年）4月1日 - 町村制の施行により、下笠村・上笠村・集村・駒井沢村・川原村・野村・平井村・新堂村の区域をもって発足。
- 1954年（昭和29年）10月15日 - 草津町・老上村・志津村・山田村・常盤村と合併して草津市が発足。同日笠縫村廃止。